# Hoher Herd
Der Hohe Herd ist ein Berg in der Venedigergruppe der Hohen Tauern in Österreich mit einer Höhe von 2824 m ü. A.